# Operació Emmanuel

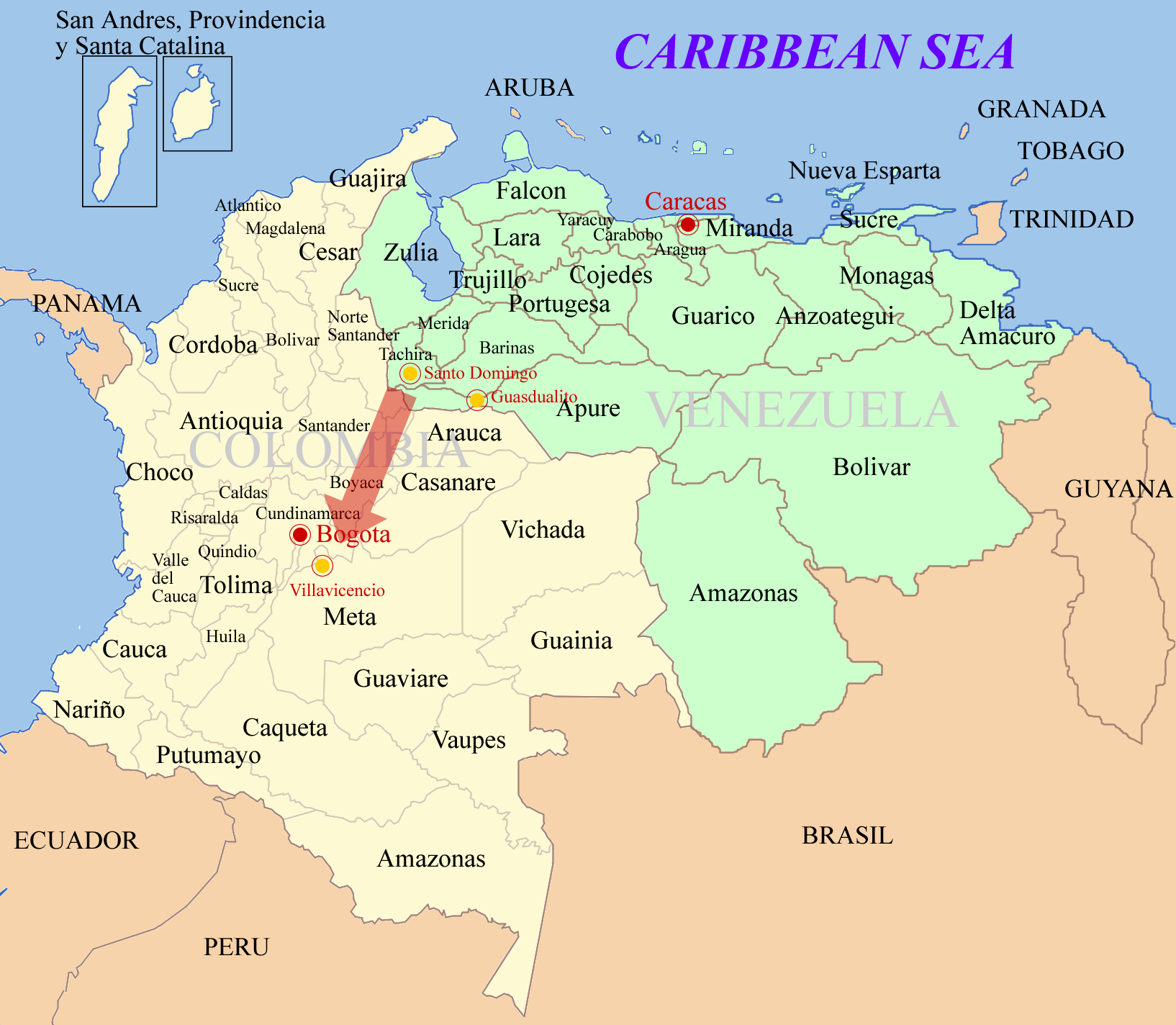
Mapa de l'Operació Emmanuel

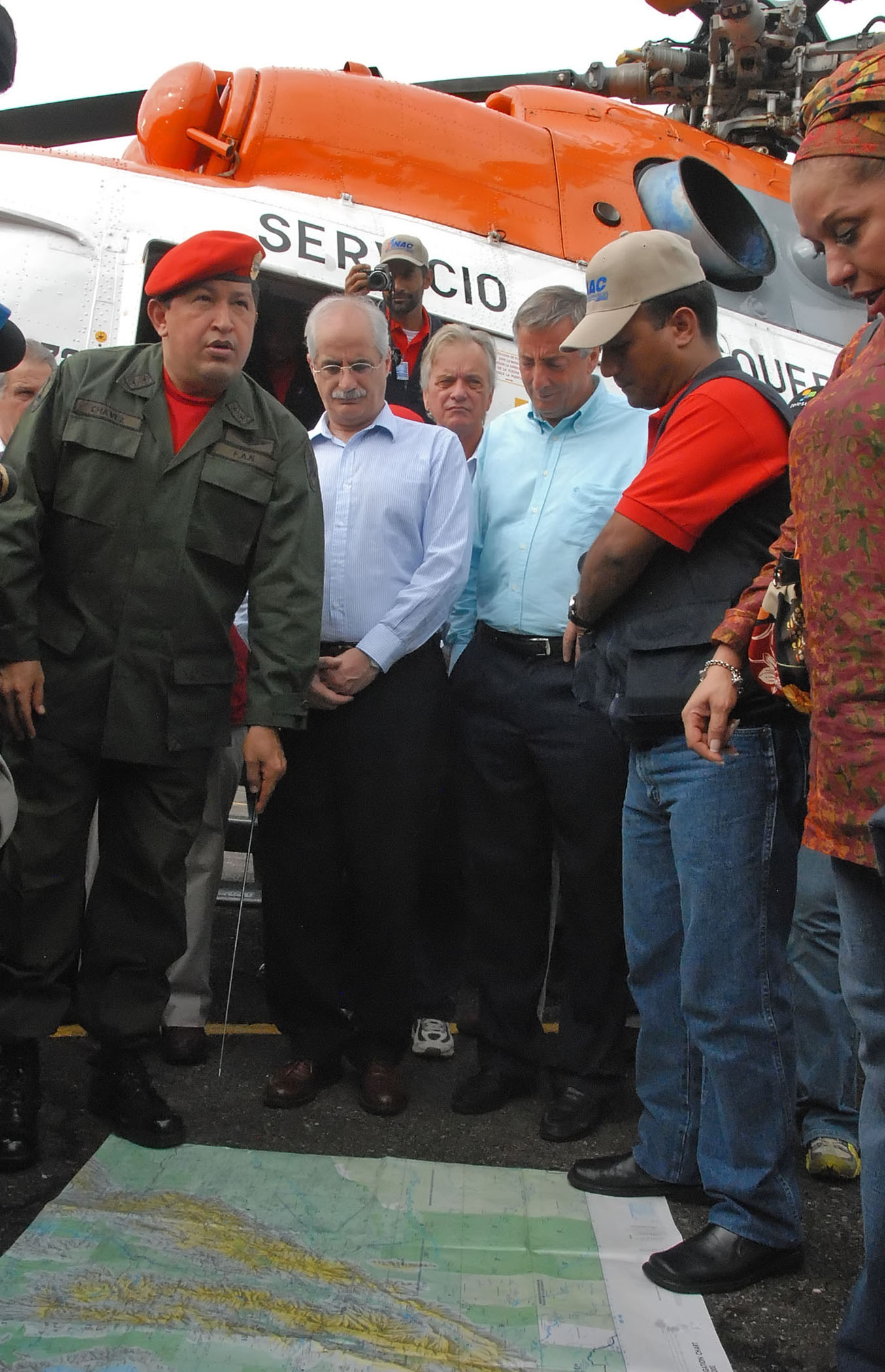
Hugo Chávez mostrant als garants internacionals el mapa de l'Operació Emmanuel

L'Operació Emmanuel (o Emanuel) fou una operació humanitària iniciada entre el 26 i el 31 de desembre 2007 i represa entre el 9 i el 10 de gener de 2008, pel President de Veneçuela Hugo Chávez per a facilitar el rescat de Clara Rojas, el seu fill Emmanuel, qui va nàixer en captivitat i l'exsenadora colombiana Consuelo González de Perdomo, qui van romandre més de sis anys en poder de les escamot de les FARC en les selves colombianes i qui les FARC anunciaren que lliurarien abans del nadal de 2007. El President Chávez donà nom a l'operació en referència al fill de Clara Rojas.
Després d'una sèrie de retards en el procés de lliurament d'ostatges, el 31 de desembre de 2007, les FARC anunciaren que l'alliberament dels tres ostatges es retardaria encara més per les "intenses operacions militars" que l'exèrcit colombià suposadament practicava en la zona, fet que fou desmentit pel govern de Colòmbia. La situació va canviar quan el president de Colòmbia, Álvaro Uribe Vélez, declarà que el retard es podia deure al fet que les FARC no tenien en el seu poder a Emmanuel, a qui haurien abandonat en una instal·lació de l'ICBF tres anys abans.
El xiquet abandonat, Juan David Gómez Tapiero, resultà ser Emmanuel, i va ser identificat gràcies a una anàlisi d'ADN mitocondrial practicat amb mostres genètiques de familiars de Clara Rojas. Poc després, les FARC van reconèixer que no tenien a Emmanuel en el seu poder.
La troballa d'Emmanuel no va significar la fi de l'operació que duia el seu nom, ja que s'esperava l'alliberament de Clara Rojas i Consuelo González.
El 9 de gener de 2008, el president veneçolà assegurà que les FARC lliuraren a les autoritats del seu país les coordenades del lloc on alliberarien a les dues ostatges i va enviar a través del seu canceller una sol·licitud perquè Colòmbia autoritzara el reprendre l'operació. La misión fue autorizada por el gobierno colombiano.
Finalment el 10 de gener de 2008, en presència de la Creu Roja Internacional, però en absència dels garants internacionals, les FARC alliberen a Clara Rojas i a Consuelo González de Perdomo.